# Augusto Teixeira de Freitas
Augusto Teixeira de Freitas (Cachoeira, 19 de agosto de 1816 — Niterói, 12 de dezembro de 1883) foi um jurisconsulto brasileiro, reconhecido como o jurisconsulto do império. Sua obra constitui objeto de profundos estudos acadêmicos até os dias de hoje, no Brasil e no exterior. É denominado de Jurista Excelso do Brasil. Escreveu o Esboço do Código Civil para o Império do Brasil. Chamou de esboço, pois acreditava que faltava ainda muito para torná-lo um código. 

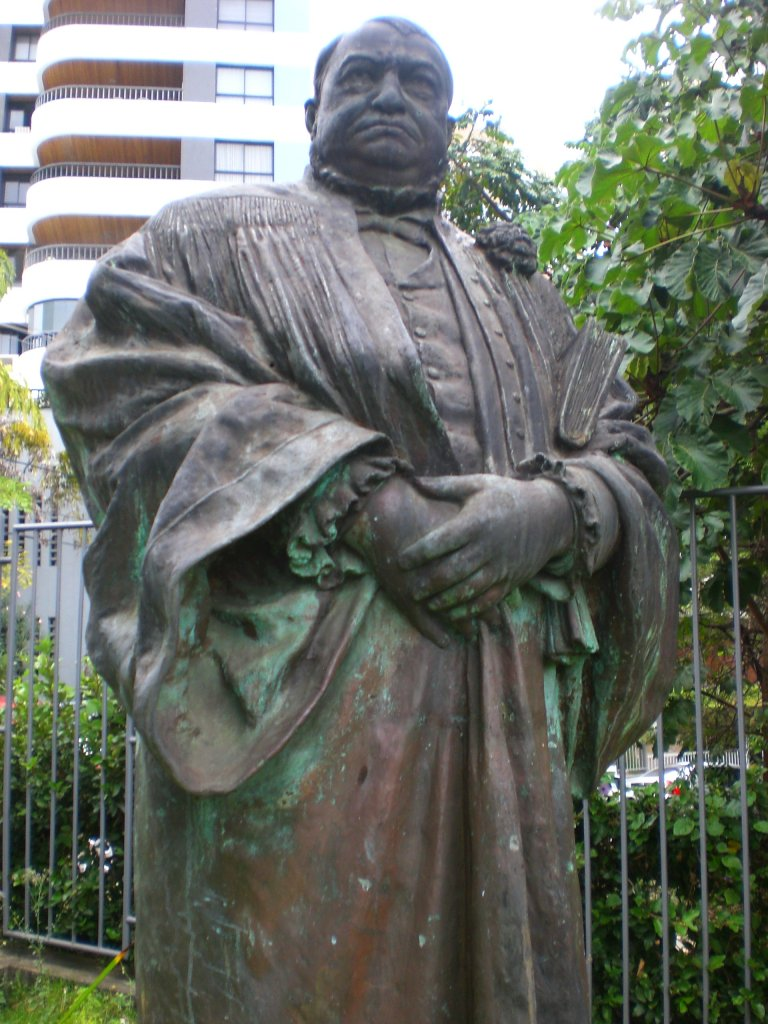
Estátua de Teixeira de Freitas na Faculdade de Direito da Universidade Federal da Bahia

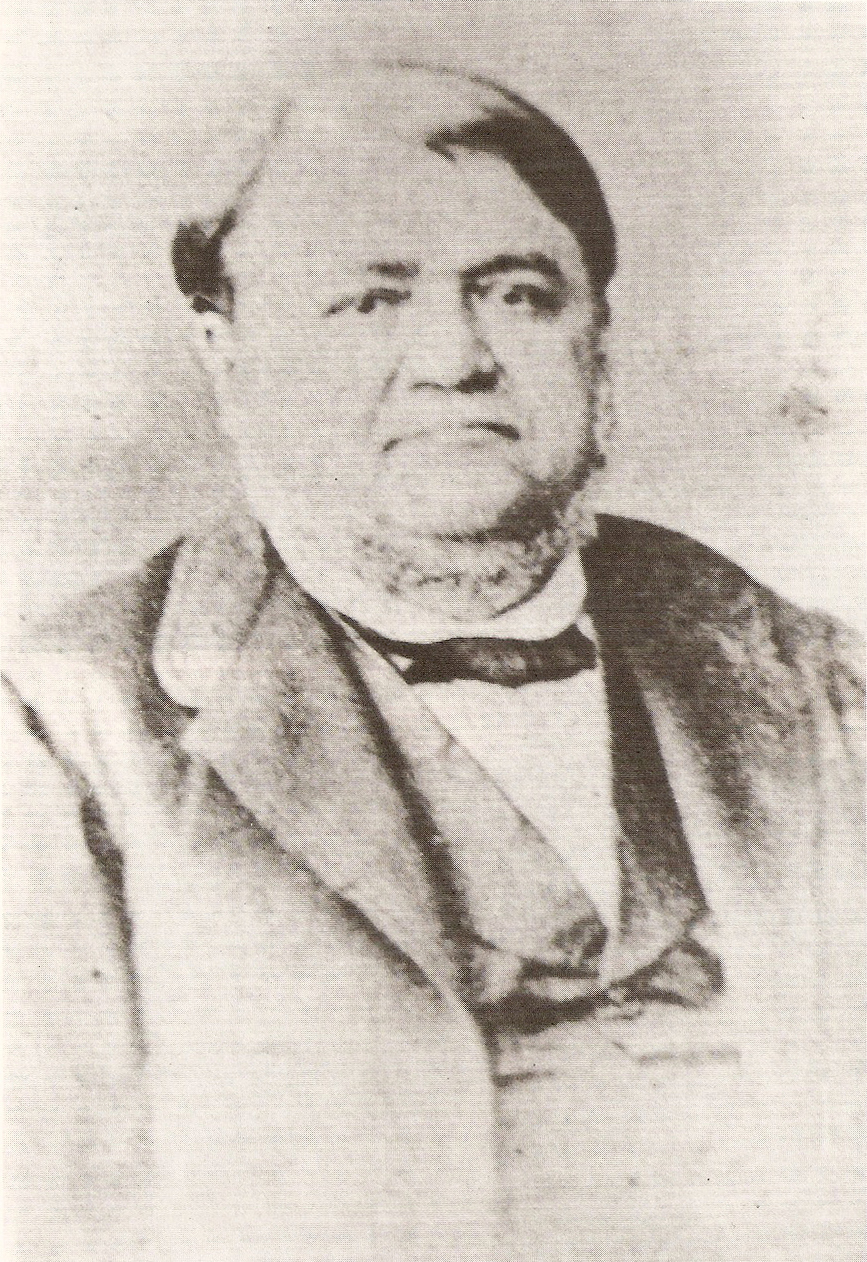
Augusto Teixeira de Freitas

Formado pela Faculdade de Direito de Olinda — atual Faculdade de Direito do Recife —, mas tendo estudado também em São Paulo, Teixeira de Freitas foi o responsável pela extraordinária Consolidação das Leis Civis brasileiras, de 1858, e autor da primeira tentativa de codificação civil do Brasil: seu "Esboço de Código Civil", feita por encomenda do imperador D. Pedro II, por meio de decreto de 11 de janeiro de 1859. Foi uma obra com aproximadamente 5 000 (cinco mil) artigos, que apesar de não ter sido diretamente utilizada no Brasil, inspirou trabalhos posteriores no país, tal como o que resultou no Código Civil de 1916, de Clóvis Beviláqua, como também influenciou profundamente os processos de codificação no Paraguai, no Uruguai, no Chile, na Nicarágua e, principalmente, na Argentina, onde serviu como modelo ao Código Civil elaborado por Dalmacio Vélez Sarsfield.

## Vida acadêmica
Cursou o primeiro ano do curso de Direito, em Olinda e o segundo, terceiro e quarto anos, em São Paulo, na Faculdade de Direito do Largo de São Francisco, onde sofreu o rigor de dois catedráticos, tendo sido aprovado com nota simples (simplificado, diziam os estudantes), apesar de suas qualidades e dos elogios recebidos. Entretanto, vai concluir os estudos em Olinda, em 1837, com nota máxima.

## Vida profissional
- 1838 — É nomeado juiz de direito da Bahia, pelo então vice-presidente do Estado Independente da Bahia, João Carneiro da Silva Rego.
- 1843 — Muda-se para a cidade do Rio de Janeiro e abre um escritório de advocacia na Rua da Quitanda. Nesse mesmo ano, com Josino do Nascimento Silva, Carvalho Moreira e outros, participa da fundação do Instituto dos Advogados do Brasil.
- 1844 — É nomeado advogado ante o Conselho de Estado do Império.
- 1855 — É contratado pelo governo para elaboração de uma consolidação das legislação civil, com o que se reuniria, organizaria e classificação das leis vigentes no Brasil no campo das relações civis.
- 1857 — Assumiu a presidência do Instituto dos Advogados Brasileiros e publicou a Consolidação das Leis Civis. Veio a renunciar à presidência do Instituto enviando-lhe famosa carta–renúncia, sendo sucedido por Urbano Sabino Pessoa de Mello.
- 1859 — É contratado novamente pelo governo para elaboração do de um projeto de Código Civil.
- 1860 — Publica a primeira seção do seu “Esboço” do Código Civil.
- 1864 — Data da conclusão do “Esboço”.
- 1866 — Em conflito com Martim Francisco Ribeiro de Andrada, então ministro da Justiça, e com a comissão designada para proceder à revisão do “Esboço”, fica desgostoso com a tarefa, o que o leva a desistir do projeto.
- 1872 — O contrato firmando com o governo é rescindido e o projeto é arquivado.